# 沟口镇
沟口镇，原为沟口乡，是中华人民共和国四川省阿坝藏族羌族自治州茂县下辖的一个乡镇级行政单位。2019年12月，撤消沟口乡，设立沟口镇。以原沟口乡和原飞虹乡水草坪村、深沟村、浅沟村、浑沟村、擦耳岩村所属行政区域为沟口镇的行政区域。

## 行政区划
沟口镇下辖以下地区：
刁林沟村、水若村、岐山村、色巴村、五家村、沟口村和鸡公寨村。